# شون بيل
شون بيل هو لاعب هوكي الجليد كندي، ولد في 3 يناير 1985 في إدمونتون في كندا.

## وصلات خارجية
- شون بيل على موقع دوري الهوكي الوطني (الإنجليزية)
- شون بيل على موقع EliteProspects.com (الإنجليزية)
- شون بيل على موقع HockeyDB.com (الإنجليزية)
- شون بيل على موقع Hockey-Reference.com (الإنجليزية)